# Hesher
Hesher è un EP della band post-grunge canadese Nickelback, registrato durante il gennaio del 1996 e pubblicato nel mese successivo.
Tutte le canzoni sono state scritte dal cantante Chad Kroeger, e in buona parte composte in coppia con il chitarrista Jeff Boyd. Registrato a Vancouver e pubblicato nel marzo/aprile 2006. Si suppone, che il suo nome derivi da un amico della Band che era solito dire "Hey Sure" ("Hey Sicuro"). Dopo aver venduto 10 000 copie, la band smise di commercializzare il disco, facendone così oggetto da collezione. Chad Kroeger ha espresso molte volte il suo disappunto verso questo album, dichiarando: "Non avevamo nessuna aspettativa, nessuna esperienza e nessuna idea di cosa fare con queste canzoni", e "Ho cercato di nasconderlo il più velocemente possibile". E in una recente intervista gli si è riferito dicendo "semplicemente terribile".
La stazione radio di Vancouver CFOX-FM dimostrò grande interesse all'EP quando riprodussero "Fly".
Hesher fu il primo dei due album in cui apparve il cugino di Chad Kroger, Brandon Kroeger alla batteria. Fece anche un'apparizione nel video del singolo Fly.
Quattro delle sette canzoni furono riproposte nel successivo album Curb, sempre del 1996. Queste canzoni sono: Where?, Windows Shopper, Fly e Left.

## Tracce
1. Where? (Kroeger, Boyd) – 4:27
2. Window Shopper (Kroeger, Boyd) – 3:42
3. Fly (Kroeger, Boyd) – 2:53
4. Truck (Kroeger) – 3:51
5. Left (Kroeger, Boyd) – 4:03
6. In Front of Me (Kroeger) – 5:32
7. D.C. (Kroeger) – 4:46

## Formazione
- Chad Kroeger - voce, chitarra solista
- Ryan Peake - chitarra ritmica
- Jeff Boyd - chitarra ritmica
- Mike Kroeger - basso
- Brandon Kroeger - batteria